# Voetwassing

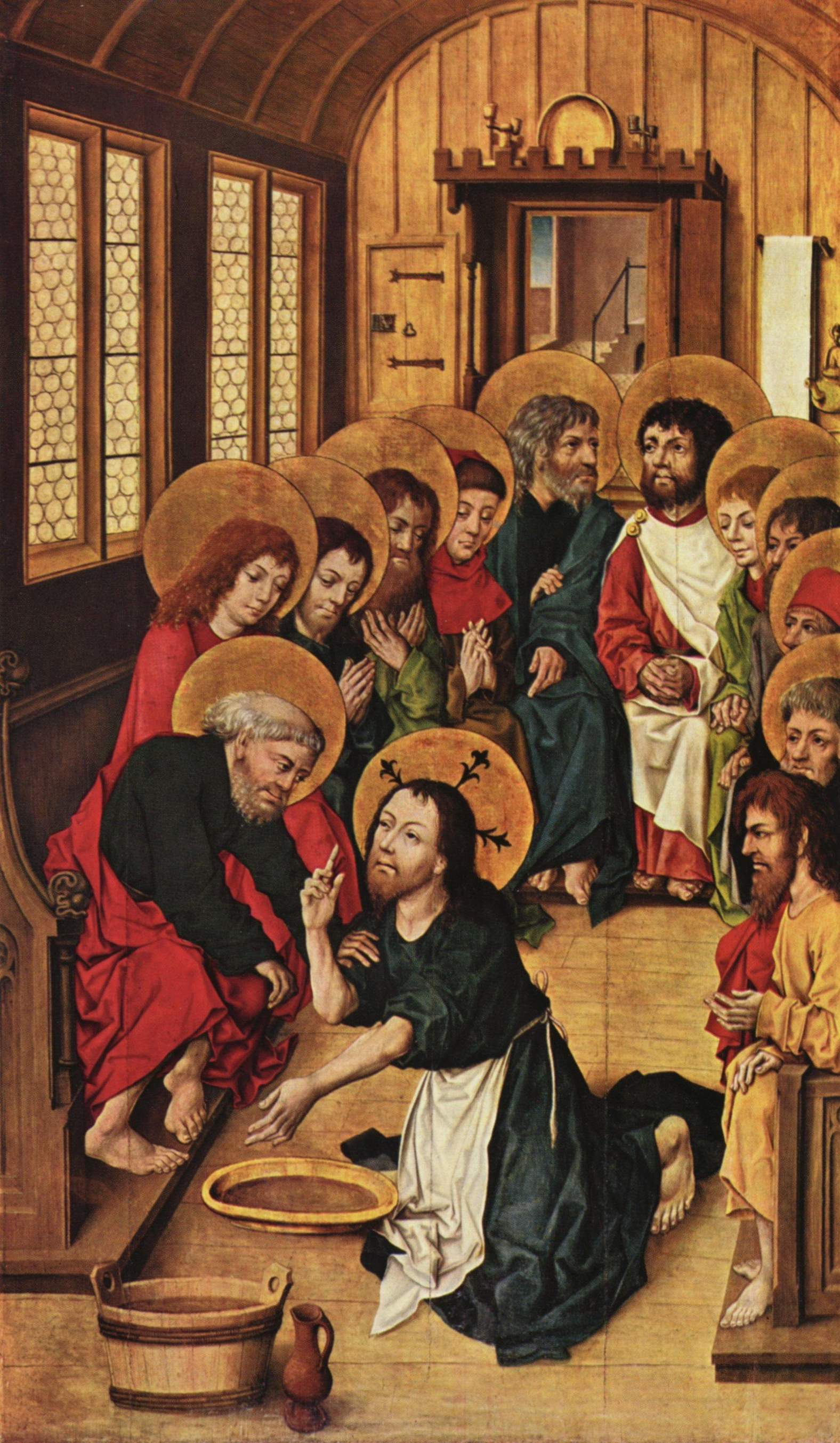

De voetwassing, verricht als dienst aan gasten, was in zuidelijke landen een gebaar van gastvrijheid en is in deze zin ook bekend in de Bijbel (Genesis 18:4; 1 Samuel 25:41; Lucas 7:44). Ook Jezus maakte dit gebaar voor het Laatste Avondmaal (Johannes 13:1–17) maar gaf er een diepere betekenis aan: Hij gaf daarmee het voorbeeld van de dienende liefde die zijn volgelingen moest karakteriseren. De voetwassing als rituele expressie is in de liturgie van Witte Donderdag opgenomen. Dit ritueel wordt ook mandatum (Latijn: "gebod") genoemd. Tijdens de voetwassing wordt de hymne Ubi Caritas gezongen.